# Protea mundii
Protea mundii,es una especie de arbusto perteneciente a la familia Proteaceae. Es nativa de Sudáfrica.

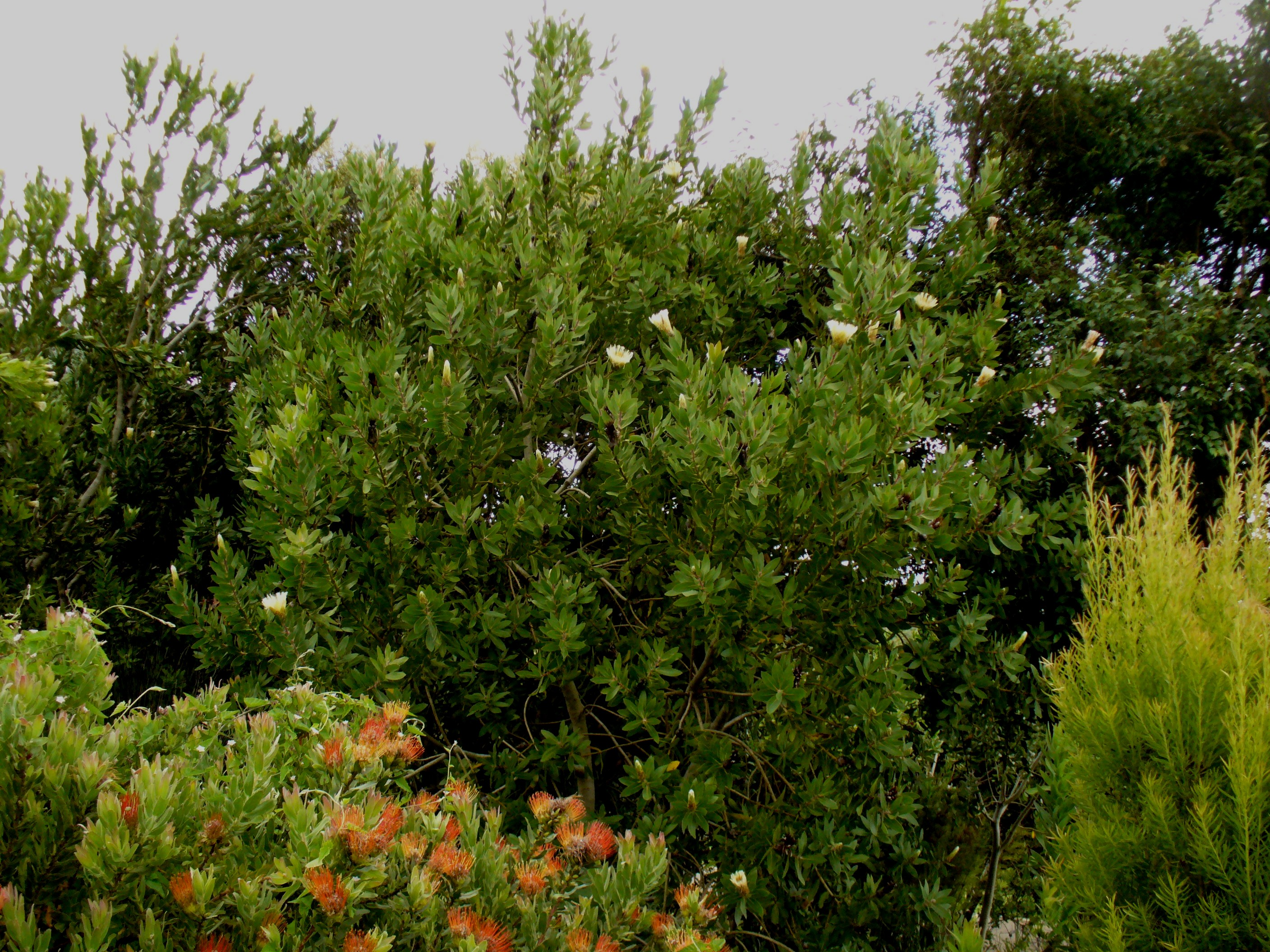
Vista de la planta

## Descripción
Protea mundii crece hasta una altura de 6-9 m. La planta tiene flores de color blanco a marfil, que son atractivas para las abejas, las mariposas y las aves.

## Cultivo
Protea mundii se cultiva como planta de jardín.

## Taxonomía
Protea mundii fue descrito por Johann Friedrich Klotzsch y publicado en Allg. Gartenzeitung 6: 113 1838.
Etimología
Protea: nombre genérico que fue creado en 1735 por Carlos Linneo en honor al dios de la mitología griega Proteo que podía cambiar de forma a voluntad, dado que las proteas tienen muchas formas diferentes. 
mundii: epíteto otorgado en honor de Johannes Ludwig Leopold Mund , un coleccionista de historia natural alemán que participó activamente en la Provincia del Cabo hasta 1831.